# Parisian Thoroughfare
Parisian Thoroughfare — концертний альбом квінтету американського джазового трубача Дональда Берда, випущений у 1958 році лейблом Brunswick. 

## Опис
Альбом є одним з двох концертних записів (інший — Byrd in Paris), зроблених 22 жовтня 1958 року у відомому клубі Olympia в Парижі трубачем Дональдом Бердом, у складі з Боббі Жаспаром на тенор-саксофоні і флейті, піаністом Волтером Девісом, мол., басистом Дугом Воткінсом і ударником Артом Тейлором. Окрім «At This Time» Берда і «Formidable» Девіса, квінтет виконав стандарти бопу, більшість з яких тривають близько 3 хв. Виключеннями є довгі версії заглавної композиції «Parisian Thoroughfare» і «52nd Street Theme».

## Список композицій
1. «Salt Peanuts» (Діззі Гіллеспі, Кенні Кларк) — 2:13
2. «Parisian Thoroughfare» (Бад Пауелл) — 9:05
3. «Stardust» (Хогі Кармайкл, Мітчелл Періш) — 3:19
4. «52nd Street Theme» (Телоніус Монк)  — 6:42
5. «At This Time» (Дональд Берд) — 10:03
6. «Formidable» (Волтер Девіс, мол.) — 9:28
7. «Two-Bass Hit» (Діззі Гіллеспі, Джон Льюїс) — 2:56
8. «Salt Peanuts» (Діззі Гіллеспі, Кенні Кларк)  — 2:15

## Учасники запису
- Дональд Берд — труба
- Боббі Жаспар — тенор-саксофон (A1, A2, B2 і B3), флейта (В1)
- Волтер Девіс, мол. — фортепіано
- Дуг Воткінс — контрабас
- Арт Тейлор — ударні